# James Model T-serie
De James Model T-serie was een kleine serie motorfietsen die het Britse merk James produceerde in 1903 en 1904. 

## Voorgeschiedenis
James was in 1880 door Harry William James (1860-1905) opgericht als rijwielfabriek. James ging - mogelijk om gezondheidsredenen, want hij overleed al op zijn 45e - al jong met pensioen en stelde in 1897 Charles Hyde aan als directeur. Hyde nam in 1902 Fred Kimberley in dienst. Kimberley had al bij Coventry-Eagle gewerkt toen daar net begonnen werd met de productie van motorfietsen. Hij ontwikkelde de eerste gemotoriseerde James-fietsen, de modellen A en B die alleen in 1902 werden geproduceerd met inbouwmotoren van Minerva en Derby. 

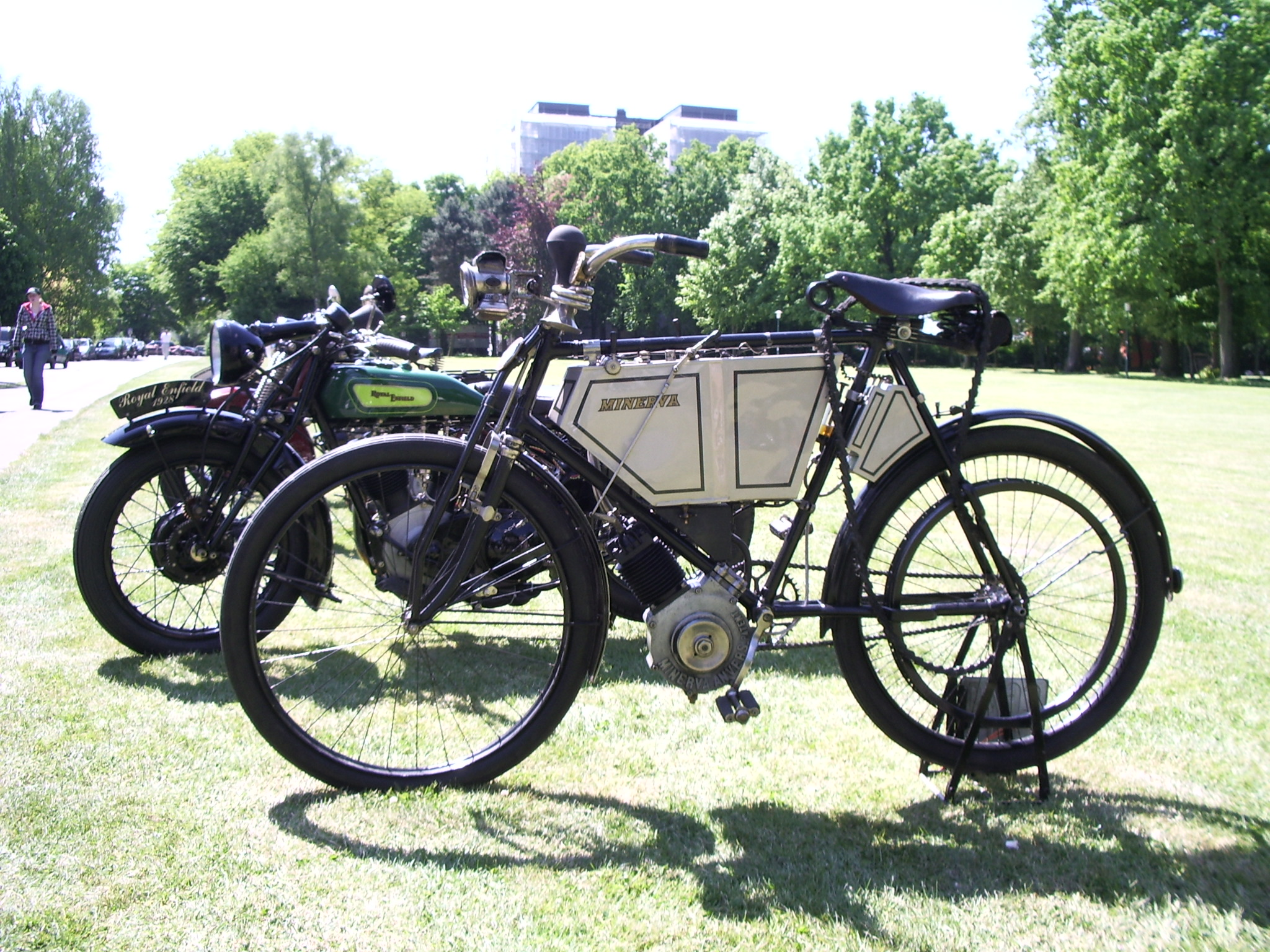
Het Model T 2½ HP uit 1903 was vrijwel identiek aan deze Minerva, maar had een verstevigd balhoofd.

## 1903: Model T 2½ HP en Model T 2 HP Gent's Motor Cycle
In 1903 werden de Modellen A en B vervangen door een meer conventioneel opgebouwd model met een Minerva 2½-kop/zijklepmotor, met Model T 2½ HP. Deze machine kreeg een steviger frame uit 28,5- en 32mm-buizen, waarbij het balhoofd door extra buisjes nog eens werd verstevigd. Ook de fietsvoorvork werd vervangen door een zwaarder en geveerd exemplaar. Zowel op het voor- als het achterwiel zaten velgremmen. Klanten konden hun carburateur zelf uitkiezen, net als het zadel: een Lycett's L30 "La Grande" of een Brooks B90-zweefzadel. Het achterwiel had een door Charles Hyde gepatenteerde vrijloopnaaf. Door het patent op de Nieuwe Wernermethode, waarbij het motorblok op de plaats van de trapperas zat, was het niet mogelijk het blok daar te plaatsen. Daarom hing het voor de trapperas aan de voorste framebuis. Van daar af werd het achterwiel met een riem aangedreven. De machine moest dus aangefietst worden en sloeg bij elke stop weer af. Ze werd aangeboden voor 50 pond. Tegelijk werd een iets lichter model aangeboden, het Model T 2 HP Gent's Motor Cycle, met 2pk-Minerva-motor, te koop voor 45 pond.

## 1904: Model T 2½ HP
Hoewel de naam niet veranderde, was het Model T 2½ HP in 1904 een compleet nieuwe motorfiets geworden. Het motorblok kwam nu van FN en hing in een loop frame. Mogelijk was dit frame een uitvinding van James, dat ook de op dit model gebruikte achterste naafrem patenteerde. Met het loop frame kon de motor laag in het frame gehangen worden zonder het patentrecht van de gebroeders Werner te schenden. De machine had nu ook een achterwielstandaard waardoor ze stilstaand aangefietst kon worden. 

## Einde productie
Na 1904 verdween het merk James als motorfietsproducent. Men bleef fietsen maken, maar kreeg rond 1908 een ontwerp van de uitvinder P.L. Renouf, dat de basis vormde voor het James Safety Model, dat van 1909 tot 1911 in productie bleef. 

## Technische gegevens
| James Model T          | 2½ HP 1903                                        | 2 HP Gent's Motor Cycle                           | 2½ HP 1904                                        |
| ---------------------- | ------------------------------------------------- | ------------------------------------------------- | ------------------------------------------------- |
| Periode                | 1903                                              | 1903                                              | 1904                                              |
| Categorie              | Toermodel                                         | Toermodel                                         | Toermodel                                         |
| Motortype              | IOE                                               | IOE                                               | IOE                                               |
| Bouwwijze              | Luchtgekoelde dwarsgeplaatste staande eencilinder | Luchtgekoelde dwarsgeplaatste staande eencilinder | Luchtgekoelde dwarsgeplaatste staande eencilinder |
| Smeersysteem           | Total Loss met handpomp                           | Total Loss met handpomp                           | Total Loss met handpomp                           |
| Primaire aandrijving   | Geen                                              | Geen                                              | Geen                                              |
| Koppeling              | Geen                                              | Geen                                              | Geen                                              |
| Versnellingen          | Geen                                              | Geen                                              | Geen                                              |
| Secundaire aandrijving | Riem                                              | Riem                                              | Riem                                              |
| Rijwielgedeelte        | Diamond frame                                     | Diamond frame                                     | Loop frame                                        |
| Voorvork               | Schommelvork                                      | Schommelvork                                      | Schommelvork                                      |
| Achtervork             | star                                              | star                                              | star                                              |
| Remmen                 | Velgremmen                                        | Velgremmen                                        | Velgrem voor, naafrem achter                      |
| Voorganger             | Model A                                           | Model A                                           | Model T 2½ HP 1903                                |
| Opvolger               | Model T 2½ HP 1904                                | Geen                                              | Geen                                              |